# 100Elles*
100Elles* is een initiatief in de Zwitserse stad Genève uit 2019 waarbij straten tijdelijk een alternatieve naam krijgen, vernoemd naar een vrouw. Het initiatief gaat uit van de feministische organisatie L'Escouade en historici van de Universiteit van Genève.

## Beschrijving
In Genève zijn 7% van de straatnamen die naar personen werden vernoemd, vernoemd naar vrouwen: in het kanton Genève zijn in totaal 548 straten naar mannen vernoemd en 41 naar vrouwen. Men hanteert twee criteria in de selectie van de alternatieve straatnamen. Ten eerste moet het gaan om vrouwen die een blijvende stempel hebben gedrukt op de geschiedenis van Genève. Ten tweede moeten zij reeds 10 jaar overleden zijn. De alternatieve straatnaamborden zijn roze en werden onder de officiële, blauwe straatnaamborden aangebracht. De actie werd ook ondersteund door de stad en het kanton Genève.

## Overzicht
De onderstaande tabellen geven de vrouwen weer die een alternatief straatnaambord kregen toegewezen.
| PluriElles* (wijk Cornavin) | Literatuur en reizen (wijk Eaux-Vives) | Femmes de parole (wijk Vieille-Ville) | Arbeidsters (wijk Jonction) |
| --------------------------- | -------------------------------------- | ------------------------------------- | --------------------------- |
| Jeanne Baud                 | Julia Chamorel                         | Madeleine Barot                       | Caroline Boissier-Butini    |
| Cécile Biéler-Butticaz      | Ekaterina Dashkova                     | Renée Burlamacchi                     | Ruth Bösiger                |
| Barbara Borsinger           | Anne de Lusignan                       | Idelette de Bure                      | Élise Cabossel              |
| Eva Evdokimova              | Maria Edgeworth                        | George Eliot                          | Yvonne Elles                |
| Marie Goegg-Pouchoulin      | Alice Favre                            | Anna Eynard-Lullin                    | Lucette Leuba               |
| Eglantyne Jebb              | Lee Ya-Ching                           | Lise Girardin                         | Elna Palme-Dutt             |
| Audre Lorde                 | Marie-Sidonia de Lenoncourt            | Annie Jiagge                          | Grisélidis Réal             |
| Hélène de Mandrot           | Albertine Necker de Saussure           | Claudine Levet                        | Noëlle Roger                |
| Simone Rapin                | Alice Émilie Noerbel Bertrand          | Louise Sarrasin                       | de Trois blanchisseuses     |
| Élisabeth de Stoutz         | Mary Wollstonecraft Godwin             | Théodelinde                           | Louisa Vuille               |

| Ondernemerschap (wijk Bel-Air)      | Wetenschappen (wijk Plainpalais) | Politiek (wijk Pâquis)      | Kunsten (bankenwijk)      |
| ----------------------------------- | -------------------------------- | --------------------------- | ------------------------- |
| Anna S.                             | Mina Audemars                    | Monique Bauer-Lagier        | Maggy Breittmayer         |
| Virginie Barbet                     | Marguerite Dellenach             | Louise Boulaz               | Clotilde Bressler-Gianoli |
| Élisabeth Baulacre                  | Germaine Duparc                  | Rachel Crowdy               | Genevière Calame          |
| Pauline Chaponnière-Chaix           | Jeanne Hersch                    | Dora d'Istria               | Louise de Frotté          |
| Marjorie Duvillard                  | Marie Huber                      | Yolande van Valois          | Marcelle de Kenzac        |
| de Geneefse horloge-arbeidsters     | Jane Marcet                      | Beatrix van Portugal        | La Flore des Dames        |
| Ekaterina Kuskova                   | Thérèse Pittard                  | Elisabeth in Beieren        | Marcelle Moynier          |
| Marie-Paula Lecompte                | Kitty Ponse                      | Pearl Grobet-Secrétan       | Michelle Nicod            |
| Nelly Schreiber-Favre               | Henriette Saloz-Joudra           | Julienne-Christine Piachaud | Jeanne-Henriette Rath     |
| de Dertig Onsterfelijken van Genève | Lina Stern                       | Victoire Tinayre            | Carole Roussopoulos       |

| Internationaal Genève (internationale wijk) | Activisme (wijk les Grottes) |
| ------------------------------------------- | ---------------------------- |
| Marguerite Frick-Cramer                     | Marcelle Bard                |
| Alexandra Kollontaï                         | Henriette Bonna              |
| Bertha Luzt                                 | Yvonne Bovard                |
| Una Marson                                  | Josephine Butler             |
| Marie-Thérèse Maurette                      | Hélène Gautier-Pictet        |
| Mary McGeachy                               | Marie-Louise Mignot          |
| Ceza Nabarawi                               | Paule Minck                  |
| Helvi Sipilä                                | Violeta Parra                |
| Marguerite Javouhey-Thibert                 | Jean Sindab                  |
| Mary-Florence Wilson                        | Camille Vidart               |